# KrAZ-219
Der KrAZ-219 (ukrainisch КрАЗ-219) ist ein schwerer dreiachsiger Lastkraftwagen des sowjetischen Herstellers KrAZ. Er wurde von 1959 bis 1965 produziert und danach durch den optisch kaum veränderten KrAZ-257 abgelöst.

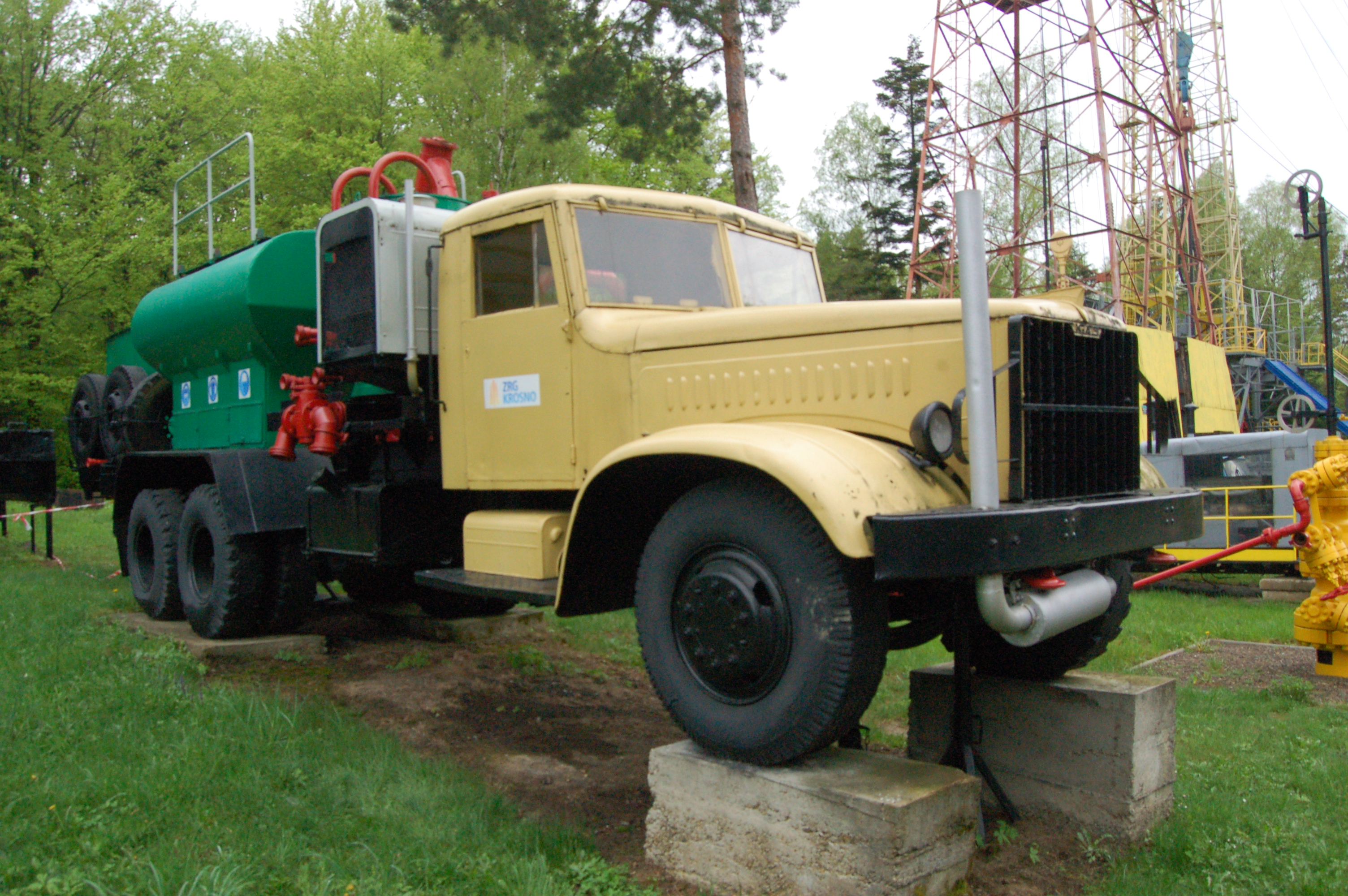
KrAZ-219 mit ähnlichem Aufbau im gleichen Museum (2010)

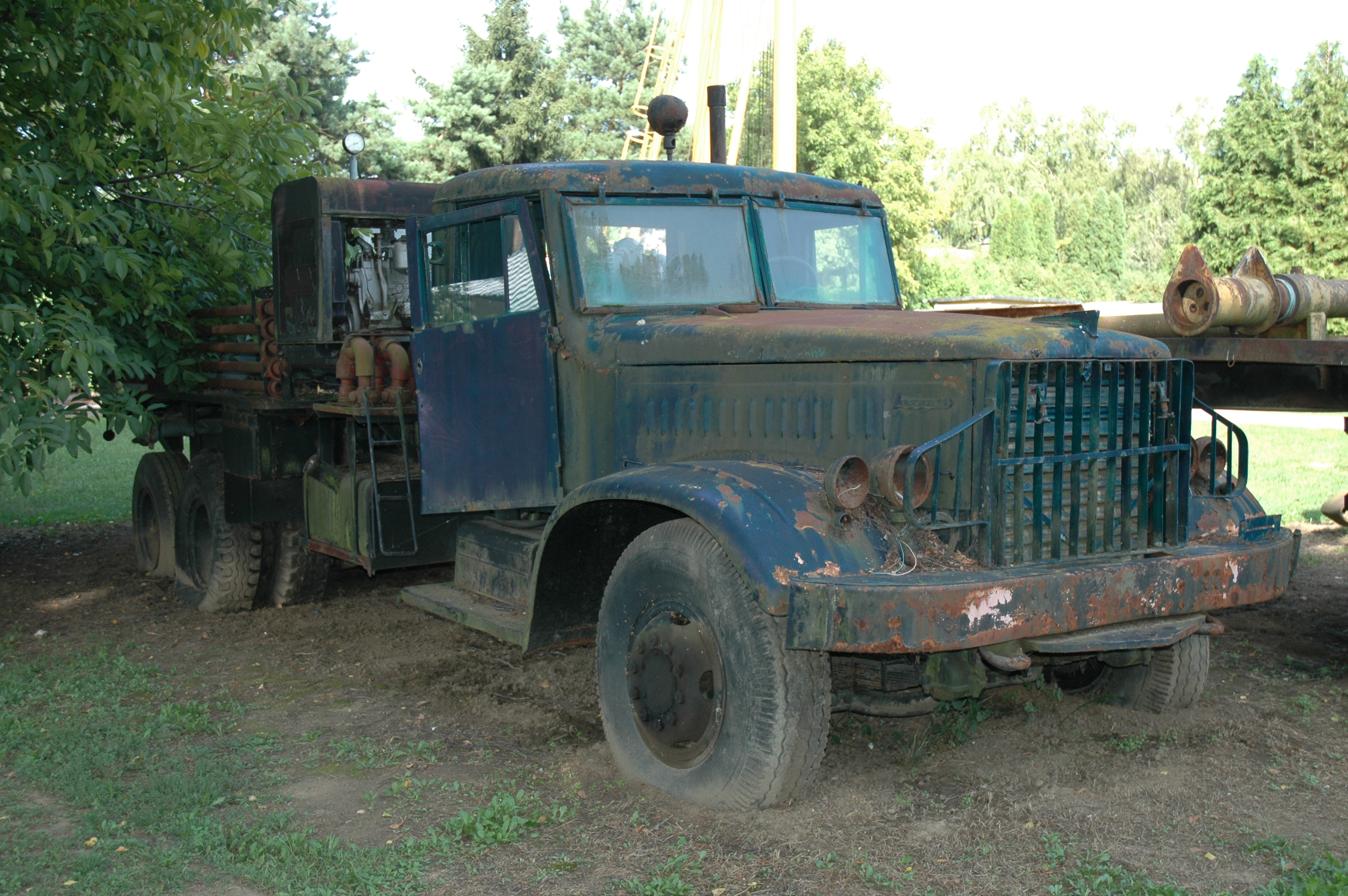
KrAZ-219 in einem Museum (2007)

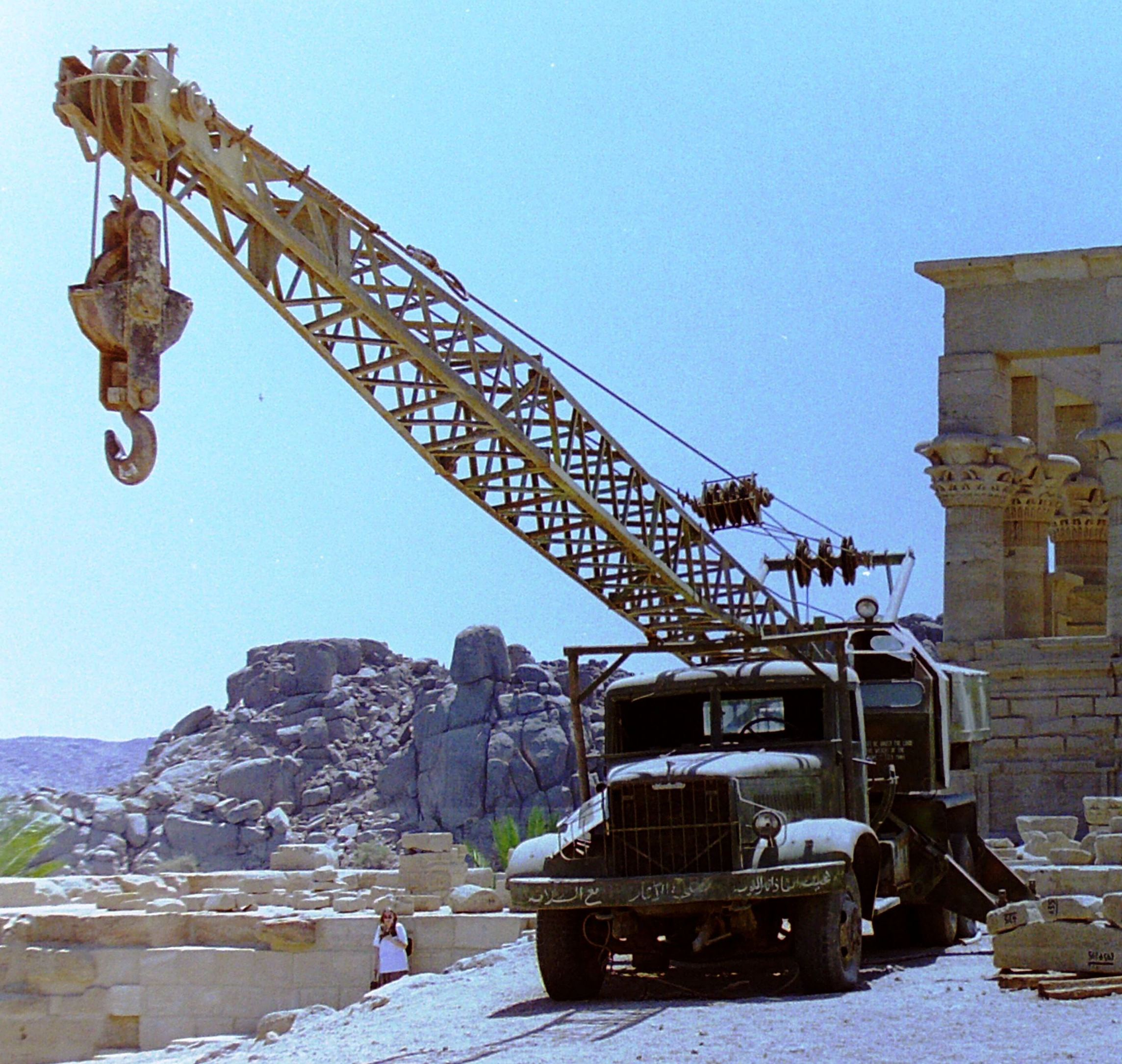
KrAZ-219 als Basis für einen Mobilkran vom Typ K-162 in Ägypten (1995)

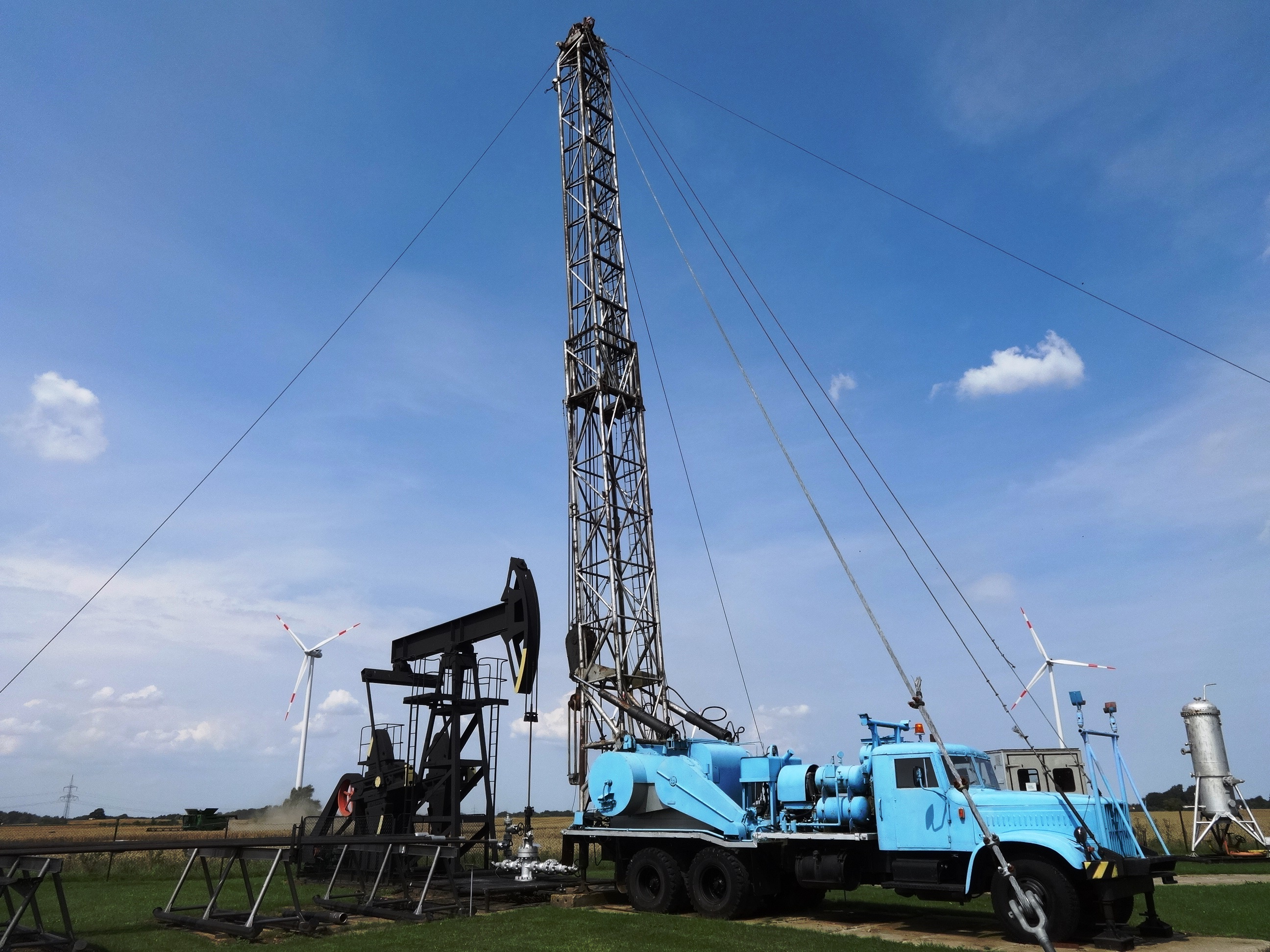
KrAZ-219 mit mobilem Bohrturm vom ehemaligen VEB Erdöl-Erdgas Grimmen (2014)

## Fahrzeuggeschichte
Das Fahrzeug wurde ursprünglich im Jaroslawski Awtomobilny Sawod in Jaroslawl unter der Bezeichnung JaAZ-219 entwickelt. Die Serienfertigung begann dort 1957 und wurde nach knapp 2800 Exemplaren im Jahr 1959, wie die komplette Lastwagenfertigung, nach Krementschuk zu KrAZ verlagert. Grund war, dass auf politischer Ebene beschlossen wurde, dass in Jaroslawl fortan nur noch Motoren und Getriebe gefertigt werden sollten.
Im Zuge der Produktionsverlagerung gab es am Lastwagen kaum Veränderungen. Das ursprünglich beim JaAZ-214 neu eingeführte Fahrerhaus mit eckigem Kühlergitter blieb erhalten. Der Motor war auch weiterhin der Reihensechszylinder-Zweitakt-Dieselmotor vom Typ JaAZ-M206A, der vom nun in Jaroslawski Motorny Sawod umbenannten Werk in Jaroslawl zugeliefert wurde. Wie zuvor wurde eine pneumatische Lenkunterstützung eingebaut. Einzige optische Änderung war, dass die Kühlerfigur (der für die Fahrzeuge aus Jaroslawl typische Bär) verschwand und das Emblem am Kühler durch das von KrAZ ersetzt wurde.
Die ursprüngliche Version des Fahrzeugs wurde bis 1964 gefertigt, wobei 12.780 Exemplare entstanden. 1963 wurde das Modell überarbeitet. Die elektrische Anlage wurde von 12 auf 24 Volt Betriebsspannung umgerüstet. Wesentlichste Änderung war aber, dass ein überarbeiteter Motor vom Typ JaAZ-M206B mit 205 PS (151 kW) zum Einsatz kam. Das Ergebnis wurde als KrAZ-219B bezeichnet und bis 1965 in Serie gefertigt. Als in den Jahren 1965 bis 1967 eine neue Lastwagengeneration um den KrAZ-255 eingeführt wurde, gab es mit dem KrAZ-257 einen Nachfolger für das Modell.
Der KrAZ-219 wurde hauptsächlich für zivile Zwecke genutzt, kam aber auch zur Sowjetarmee. Als Kranwagen wurde er dort verwendet, um schwere Raketen nachladen zu können. Außerdem diente er als Tankwagen und wurde mit militärischen Spezialaufbauten ausgerüstet, wo keine spezielle Geländegängigkeit notwendig war.
Kleine Stückzahlen des Fahrzeugs erhielten bereits V8-Viertakt-Dieselmotoren vom Typ JaMZ-238, die in großen Stückzahlen beim Nachfolger eingesetzt wurden.

## Modellvarianten
Der KrAZ-219 war, wie schon der JaAZ-219, das Grundmodell einer ganzen Fahrzeugfamilie:
- KrAZ-214 – Pritschenmodell mit Allradantrieb.
- KrAZ-219 – Ziviles Pritschenfahrzeug ohne Allradantrieb und Fahrgestell für Spezialaufbauten.
- KrAZ-221 – In Serie gebaute Sattelzugmaschine, Nachfolger wurde der KrAZ-258.
- KrAZ-222 – In Serie gebauter Kipper, Nachfolger wurde der KrAZ-256B.

Daneben diente er für eine ganze Reihe von Spezialaufbauten als Fahrgestell:
- K-104 – In einem Montagewerk in Odessa wurden ab 1959 Fahrgestelle des KrAZ-219 mit Mobilkränen bestückt. Der K-104 war das erste Modell. Der Kran wurde dieselelektrisch angetrieben und war in der Lage, 10 Tonnen Last anzuheben.
- Vom K-104 existierte eine Version als Zweiwegefahrzeug.[3]
- K-122 – 12-Tonnen-Mobilkran auf Basis des KrAZ-219.[4]
- K-162 – Modernisierter Mobilkran für Lasten bis zu 16 Tonnen.
- KrAZ-219P – Fahrgestell für einen mobilen Gasgenerator.
- Es existieren Fotografien eines einzelnen KrAZ-219, der als Oberleitungslastkraftwagen ausgerüstet wurde.[5]
- Spezialaufbauten für die Erdöl- und Erdgasindustrie wurden auf dem KrAZ-219 verlastet.

## Technische Daten
Für den KrAZ-219 mit Stand ca. 1960.
- Motor: Reihen-Sechszylinder-Zweitakt-Dieselmotor mit Direkteinspritzung
- Motortyp: JaAZ-M206A
- Leistung: 180 PS (132 kW) bei 2000 min−1
- Hubraum: 6,97 l
- Bohrung: 108 mm
- Hub: 127 mm
- Kompression: 17:1
- Drehmoment: 706 Nm
- Getriebe: Schaltgetriebe, 5 Vorwärtsgänge, 1 Rückwärtsgang, erster Gang unsynchronisiert
- Verteilergetriebe: zweistufig, Untersetzungen 1,07:1 und 2,13:1
- Treibstoffverbrauch: 60 l/100 km, bei 30–40 km/h mit Volllast
- Treibstoffvorrat: 450 l
- Höchstgeschwindigkeit: 55 km/h
- Bremsweg: 12 m bei 40 km/h[7]
- vorderer Überhangwinkel: 42°[7]
- hinterer Überhangwinkel: 18°[7]
- Antriebsformel: 6×4

Abmessungen und Gewichte
- Länge: 9660 mm
- Breite: 2650 mm
- Höhe: 2620 mm
- Radstand: 5050 + 700 mm
- Spurweite: 1950 mm vorne, 1920 mm hinten (Doppelbereifung)
- Bodenfreiheit: 290 mm
- innere Abmessungen der Ladefläche (L × B × H): 5770 × 2480 × 825 mm
- Wendekreis: 26.400 mm
- Leergewicht: 11.300 kg
- Zuladung: 12.000 kg (10.000 kg auf unbefestigten Straßen)
- zulässiges Gesamtgewicht: 23.530 kg
- Anhängelast: 15.000 kg
- Reifendimension: 12,00-20″ Niederdruckreifen